# Hesperantha baurii
Hesperantha baurii, es un especie herbácea, perenne y rizomatosa nativa de Sudáfrica y perteneciente a la familia Iridaceae. 

## Descripción
Hesperantha baurii, es una especie que se encuentra en el hábitat de lluvia de verano de las montañas de Drakensberg, KwaZulu-Natal, Lesoto, y el Transvaal. Dispone de flores de color rosa o malva en forma de estrella que se abren durante el día. Es polinizada tanto por escarabajos y abejas. Como una especie de gran altitud sería más resistente que algunas de las especies de la Provincia del Cabo.

## Taxonomía
Hesperantha baurii fue descrita por John Gilbert Baker  y publicado en Journal of Botany, British and Foreign 14: 182. 1876.
Etimología
Hesperantha: nombre genérico que deriva de las palabras griegas: ἑσπέρα hespera para "tarde" y ἄνθος anthos para "flor" que se refiere a "flor de la noche". 
baurii: epíteto otorgado en honor del botánico Wilhelm Baur.
Sinonimia
- Hesperantha baurii subsp. baurii
- Hesperantha disticha Klatt
- Hesperantha subexserta Baker[3][4]